# Lista odcinków serialu anime Digimon Adventure
Poniższa lista zawiera opis odcinków serialu anime Digimon Adventure.
| #  | Tytuł | Premiera             |
| -- | --- | -------------------- |
| 01 | Początek (Fox Kids)/Letnie wakacje (TV4) Hyōryū? Bōken no Shima! (漂流? 冒険の島!)                                                                                      | 7 marca 1999         |
| 02 | Narodziny Greymona (Fox Kids, TV4) Bokuretsu Shinka! Greymon (爆裂進化! グレイモン)                                                                                     | 14 marca 1999        |
| 03 | Garurumon – błękitny wilk (Fox Kids)/Narodziny Garurumona (TV4) Aoki Ōkami! Garurumon (蒼き狼! ガルルモン)                                                              | 21 marca 1999        |
| 04 | Meramon (Fox Kids)/Sora w opałach (TV4) Shakunetsu! Birdramon (灼熱! バードラモン)                                                                                      | 28 marca 1999        |
| 05 | Tajemnicza fabryka (Fox Kids)/Atak Kabuterimona (TV4) Denkō! Kabuterimon (電光! カブテリモン)                                                                           | 4 kwietnia 1999      |
| 06 | Królestwo zabawek (Fox Kids)/Metamorfoza Palmona (TV4) Palmon Ikari no Shinka (パルモン怒りの進化!)                                                                     | 11 kwietnia 1999     |
| 07 | Wejście Ikkakumona (Fox Kids)/Gniew Ikkakumona (TV4) Hōkō! Ikkakumon (咆哮! イッカクモン)                                                                               | 18 kwietnia 1999     |
| 08 | Oblicze zła (Fox Kids)/Posłaniec ciemności (TV4) Yami no Shisha Devimon (闇の使者デビモン!)                                                                             | 25 kwietnia 1999     |
| 09 | Dotyk mrozu (Fox Kids)/Wejście Yukidramona (TV4) Gekitotsu! Reitō Digimon (激突! 冷凍デジモン)                                                                          | 2 maja 1999          |
| 10 | Znaki z przeszłości (Fox Kids)/Centarumon, strażnik (TV4) Shugosha Kentarumon (守護者ケンタルモン!)                                                                     | 9 maja 1999          |
| 11 | Święto Bakemona (Fox Kids)/Duch Bakemon (TV4) Odoru Bōrei! Bakemon (踊る亡霊! バケモン)                                                                                 | 16 maja 1999         |
| 12 | Żłobek (Fox Kids)/Patamon i ja (TV4) Bōken! Patamon to Boku (冒険! パタモンと僕)                                                                                        | 23 maja 1999         |
| 13 | Legenda Dzieci Przeznaczenia (Fox Kids)/Narodziny Angemona (TV4) Angemon Kakusei! (エンジェモン覚醒!)                                                                   | 30 maja 1999         |
| 14 | Wyprawa na Serwer (Fox Kids)/Rejs przez ocean (TV4) Shukkō Shintairiku e! (出航・新大陸へ!)                                                                             | 6 czerwca 1999       |
| 15 | Czarna sieć Etemona (Fox Kids)/Etemon i pierwszy amulet (TV4) Etemon! Waru no Hanamichi (エテモン! 悪の花道)                                                            | 13 czerwca 1999      |
| 16 | Mroczna przemiana SkullGreymona (Fox Kids)/Metamorfoza Greymona (TV4) Ankoku Shinka! SkullGreymon (暗黒進化! スカルグレイモン)                                          | 20 czerwca 1999      |
| 17 | Amulet szczerości (Fox Kids)/Kapitan Kokatorimon (TV4) Maboroshi Senchō Cockatrimon! (幻船長コカトリモン!)                                                              | 27 czerwca 1999      |
| 18 | Szkoła Piximona (Fox Kids)/Wróżka Piccolomon (TV4) Yōsei! Piccolomon (妖精! ピッコロモン)                                                                               | 4 lipca 1999         |
| 19 | Więzień piramid (Fox Kids)/Labirynt Nanomona (TV4) Meikyū no Nanomon (迷宮のナノモン)                                                                                   | 11 lipca 1999        |
| 20 | Trzęsienie ziemi MetalGreymona (Fox Kids)/MetalGreymon (TV4) Kanzentei Shinka! MetalGreymon (完全体進化! メタルグレイモン)                                              | 25 lipca 1999        |
| 21 | Tai wraca do domu (Fox Kids)/Powrót do domu (TV4) Koromon Tōkyō Ōgekitotsu! (コロモン東京大激突!)                                                                       | 1 sierpnia 1999      |
| 22 | Zapomnijmy o tym (Fox Kids)/Mały diabeł (TV4) Sasayaku Koakuma PicoDevimon (ささやく小悪魔ピコデビモン)                                                                 | 8 sierpnia 1999      |
| 23 | Posiłek WereGarurumona (Fox Kids)/Mój przyjaciel, WereGarurumon (TV4) Tomo yo! WereGarurumon (友よ! ワーガルルモン)                                                     | 15 sierpnia 1999     |
| 24 | Bez pytań (Fox Kids)/Triumf AtlurKabuterimona (TV4) Gekiha! AtlurKabuterimon (撃破! アトラーカブテリモン)                                                               | 22 sierpnia 1999     |
| 25 | Księżniczka (Fox Kids)/Przebudzenie TonosamaGekomona (TV4) Nemureru Bōkun! TonosomaGekomon (眠れる暴君! トノサマゲコモン)                                               | 29 sierpnia 1999     |
| 26 | Amulet miłości (Fox Kids)/Skrzydlaty Garudamon (TV4) Kagayaku Tsubasa! Garudamon (輝く翼! ガルダモン)                                                                   | 5 września 1999      |
| 27 | Wrota światów (Fox Kids)/Magiczny zamek Vandemona (TV4) Yami no Shiro Vamdemon (闇の城ヴァンデモン)                                                                     | 12 września 1999     |
| 28 | Karty powiedzą wszystko (Fox Kids)/Powrót do Japonii (TV4) Tsuigeki! Nihon e Isoge (追撃! 日本へ急げ)                                                                   | 19 września 1999     |
| 29 | Powrót do Highton View Terrace (Fox Kids)/Pierwsza bitwa w Japonii (TV4) Mammon Hikarigaoka Ōgekitotsu! (マンモン光が丘大激突!)                                         | 26 września 1999     |
| 30 | Prawie w domu (Fox Kids)/Długa podróż do domu (TV4) Digimon Tōkyō Ōōden (デジモン東京大横断)                                                                            | 3 października 1999  |
| 31 | Ósmy pilot (Fox Kids)/Raremon, potwór z bagien (TV4) Raremon! Tōkyōwan Shūgeki (レアモン! 東京湾襲撃)                                                                   | 10 października 1999 |
| 32 | Wieża (Fox Kids)/Bitwa na Wieży Tokijskiej (TV4) Atsui ze Tōkyō Tower! DeathMeramon (熱いぜ東京タワー! デスメラモン)                                                    | 17 października 1999 |
| 33 | W mieście (Fox Kids)/Digimony w dzielnicy młodych (TV4) Pump to Gotsu wa Shibuyakei Digimon (パンプとゴツは渋谷系デジモン)                                              | 24 października 1999 |
| 34 | Ósme dziecko (Fox Kids)/Tajemnicza przeszłość Tailmona (TV4) Unmei no Kizuna! Tailmon (運命の絆! テイルモン)                                                            | 31 października 1999 |
| 35 | Siła kwiatów (Fox Kids)/Narodziny Lilimona (TV4) Odaiba no Yōsei! Lilymon Kaika (お台場の妖精! リリモン開花)                                                            | 7 listopada 1999     |
| 36 | Oblężone miasto (Fox Kids)/Super-ewolucja Ikkakumona (TV4) Kekkai Toppa! Zudomon Spark! (結界突破! ズドモンスパーク！)                                                  | 14 listopada 1999    |
| 37 | Dar Wizardmona (Fox Kids)/Super-ewolucja Tailmona (TV4) Kanzentei Sō Shingeki! Kirameku Angewomon (完全体総進撃! きらめくエンジェウーモン)                              | 21 listopada 1999    |
| 38 | Przepowiednia (Fox Kids)/Narodziny VenomVamdemona (TV4) Fukkatau! Maō VenomVamdemon (復活! 魔王ヴェノムヴァンデモン)                                                    | 28 listopada 1999    |
| 39 | Bitwa o Ziemię (Fox Kids)/Spotkanie światów (TV4) Ni Ōkyūkyoku Shinka! Yami o Buttobase! (二大究極進化! 闇をぶっとばせ!)                                                | 5 grudnia 1999       |
| 40 | W mocy Pana Ciemności (Fox Kids)/Władcy Ciemności (TV4) Ma no Yama no Shitennō! Dark Masters (魔の山の四天王! ダークマスターズ)                                         | 12 grudnia 1999      |
| 41 | W krainie MetalSeadramona (Fox Kids)/Zemsta MetalSeadramona (TV4) Aburu Umi no Ō! MetalSeadramon (荒ぶる海の王! メタルシードラモン)                                     | 19 grudnia 1999      |
| 42 | Ciśnienie (Fox Kids)/Nasz przyjaciel Whamon (TV4) hinmoku no Kaitei Whamon (沈黙の海底ホエーモン)                                                                       | 26 grudnia 1999      |
| 43 | Pobawmy się (Fox Kids)/Podstępna gra Pinocchimona (TV4) Kikenna Yūgi! Pinocchimon (危険な遊戯! ピノッキモン)                                                            | 9 stycznia 2000      |
| 44 | Święto śmieci (Fox Kids)/Tajemniczy Jureimon (TV4) majoi no Mori no Jureimon (迷いの森のジュレイモン)                                                                   | 16 stycznia 2000     |
| 45 | Ostateczna walka (Fox Kids)/WarGreymon kontra MetalGarurumon (TV4) Kyūkyokutei Gekitotsu! WarGreymon VS MetalGarurumon (究極体激突! ウォーグレイモンVSメタルガルルモン) | 23 stycznia 2000     |
| 46 | Powrót Etemona (Fox Kids)/Zemsta Etemona (TV4) MetalEtemon no Gyakushū (メタルエテモンの逆襲)                                                                           | 30 stycznia 2000     |
| 47 | Honor Ogremona (Fox Kids)/Pożegnanie Leomona (TV4) Kaze yo! Hikari yo! SaberLeomon (風よ! 光よ! サーベルレオモン)                                                       | 6 lutego 2000        |
| 48 | Opiekun młodszej siostry (Fox Kids)/Hikari w niebezpieczeństwie (TV4) Bakugeki Shirei! Megendramon (爆撃司令! ムゲンドラモン)                                           | 13 lutego 2000       |
| 49 | Strumień światła (Fox Kids)/Koniec Mugendramona (TV4) Saraba Numemon (さらばヌメモン)                                                                                   | 20 lutego 2000       |
| 50 | Bitwa Joego (Fox Kids)/Waleczne damy (TV4) Onna no Tatakai! LadyDevimon (女の戦い! レディデビモン)                                                                      | 27 lutego 2000       |
| 51 | Dowód przyjaźni (Fox Kids)/Błazen z piekła rodem (TV4) Jigoku no Dōkeshi Piemon (地獄の道化師 ピエモン)                                                                 | 5 marca 2000         |
| 52 | Ostatnia sztuczka Piedmona (Fox Kids)/Starcie z Piemonem (TV4) Seikenshi HolyAngemon (聖剣士ホーリーエンジェモン)                                                       | 12 marca 2000        |
| 53 | Czas Apocalymona (Fox Kids)/Ostatnia Próba (TV4) Saigo no Ankoku Digimon (最後の暗黒デジモン)                                                                           | 19 marca 2000        |
| 54 | Los dwóch światów (Fox Kids)/(BRAK POLSKIEGO TYTUŁU - TV4) Aratana Sekai (新たな世界)                                                                                   | 26 marca 2000        |